# Швидкісні пиловловлювачі

Швидкісний пиловловлювач: 1 — приймальний бак; 2 — бризковловлювач; 3 — закручуюча решітка; 4 — труба Вентурі; 5 — димосос; 6 — патрубок; 7 — жалюзійні решітки; 8 — закруглений трубопровід; 9 — гідрозатвор; 10 — форсунки; 11 — зливна труба.

Швидкісні пиловловлювачі (рис.) складаються з труби Вентурі і відцентрового краплевловлювача. 

## Загальний опис
Загальна конструктивна ознака цих пиловловлювачів — наявність труби розпилювача, де відбувається інтенсивне дроблення газовим потоком рідини, яка його зрошує. Швидкість газового потоку в трубі Вентурі коливається від 40 до 150 м/с.
Запилені гази нагнітаються димососом 5 в апарат через патрубок 6, в якому встановлені форсунки для зрошення пилогазового потоку і жалюзійні решітки 7. В результаті зрошення деяка кількість частинок під дією інерційних сил осаджується на решітці, стікає у вигляді шламу по закругленому трубопроводу 8 і потрапляє в гідрозатвор 9. У трубі Вентурі 4 гази вдруге зрошуються з форсунок 10, краплі рідини диспергуються і тонкі частинки пилу коагулюють. Аерозоль, що виходить з труби Вентурі, проходить через закрутну решітку 3, в результаті чого швидкість потоку різко знижується, величина відцентрових сил зменшується, краплі осідають на внутрішніх стінках бризковловлювача 2. Шлами з бризковловлювача зливаються в приймальний бак 1, де вони змішуються з технічною водою. З баку вода частково подається на форсунки конфузора труби Вентурі, а частково виводяться з апарату по трубі 11.
Швидкісні пиловловлювачі застосовують для остаточного очищення запилених газів в системах пиловловлення сушарок. Ефективність уловлення пилу в швидкісних пиловловлювачах становить 96—98 %.